# Ernie O'Malley
Ernie O'Malley (26. maj 1897 – 25. marts 1957) var en irsk republikaner og forfatter. Han er kendt for sin rolle som soldat for IRA under Den irske borgerkrig og Den irske uafhængighedskrig. Hans tre bøger om sine oplevelser er blandt de bedste selvbiografiske bøger af tidligere IRA-medlemmer.

## Liv
O'Malley blev født i Castlebar i Mayo i en respektabel katolsk middelklassefamilie. Faren arbejdede for Congested Districts Board, som organiserede jordreformer i det vestlige Irland. Politisk var forældrene konservative nationalister, som støttede Irish Parliamentary Party. Da O'Malley var barn flyttede familien til Dublin. Han studerede  medicin ved universitetet her, da Påskeoprøret brød ud i april 1916. Han var først blevet overtalt af studiekammerater til at organisere et forsvar af Trinity College, en traditionel protestantisk og britiskvenlig institution. Men han kom senere til at sympatisere med oprørerne, og sammen med en ven lånte han en riffel og skød på britiske soldater.
Efter oprøret blev O'Malley involveret i republikanske aktiviteter. Da familien havde stærke bånd til britiske kredse – broren var officer i den britiske hær – måtte han skjule sine aktiviteter for dem. Han opgav i 1918 sine studier og arbejdede på heltid som organisator i IRA, et arbejde som førte til, at han rejste over hele øen.

### IRA-medlem
Da den irske uafhængighedskrig brød ud i 1919 var han tilknyttet IRA's hovedkvarter i Dublin, og blev hurtigt indblandet i operationer over hele landet. Og han førte an i flere militære angreb på britiske tropper.
I hans erindringer fortæller han om guerillakrigsførelse som ofte var meget brutalt i det sydlige Irland, hvor der var undtagelsestilstand. Ved flere lejligheder beordrede han drab på fangne britiske soldater som var blevet taget til fange. De var repressalier for drab på fængslede IRA-medlemmer. I felten var han modig, og han blev såret flere gange.
Briterne var klar over hans centrale rolle i IRA, da han sad i varetægt som "Bernard Stewart" så han et notat, som nævnte at briterne var meget interesserede i at fange den omflakkende berygtede IRA-officer Ernie O'Malley.
Under borgerkrigen kæmpede han også under IRA. Han blev såret, fanget og overført til Mountjoy fængsel. Han sultestrejkede der i 41 dage i protest mod at IRA-medlemmer fortsat var interneret, efter at krigen var forbi. Mens han sultestrejkede blev han indvalgt i Dáil Éireann for Sinn Féin i valgkredsen North Dublin. Han var en af de sidste republikanske fanger, som blev løsladt efter borgerkrigen.

### Efter borgerkrigen
Han prøvede at fuldføre sine medicinstudier i 1926, men blev aldrig læge. Nu forlod han Irland i nogle år for at rejse rundt på det europæiske kontinentet, i Mexico, USA og andre steder.
I 1930'erne blev han gift med den amerikaneren Helen Hooker. De fik tre børn og boede dels i Dublin, dels i Burrishoole. De var interesseret i kunst og kultur: hun var bekræftet med skulptur og teater, mens han skrev. Men de blev skilt. Herefter tog Hooker to af børnene med til USA, men en søn blev ved O'Mallet. Sønnen blev sendt på kostskole i England. Til trods for sine republikanske synspunkter var O'Malley en stor beundrer af det britiske privatskolesystem.
På grund af sine sår fra krigen havde O'Malley problemer med helbredet. Alligevel var han meget aktiv og var blandt andet ven af regissøren John Ford og skuespilleren John Wayne, som han vejledte under indspilningen af filmen The Quiet Man. Han involverede sig ikke så meget i politik efter borgerkrigen. Hans standpunkter var lidt svingende, men han var fast bestemt på, at Irland måtte blive en selvstændig nation.
Efter sin død i 1957 blev der arrangeret en statsbegravelse for ham på grund af indsatsen i uafhængighedskrigen. Familien donerede en statue af Manannan mac Lir i Castlebar til minde om ham.
De omfattende notater, som O'Malley tog, mens han var officer i IRA er en af de vigtigste kilder for viden om republikanske aktiviteter  1919-1923. De opbevares i dag i arkiverne på University College Dublin, efter at sønnen Cormac donerede dem i 1974. Det fleste af hans private papirer, ikke offentliggjorte digte og nogen manuskripter er i Caormac O'Malleys eje.
O'Malley selvbiografiske bøger var den vigtigste inspirationskilde til Ken Loachs film The Wind that Shakes the Barley; hovedpersonen Liam til dels er baseret på O'Malley.